# Piero della Francesca

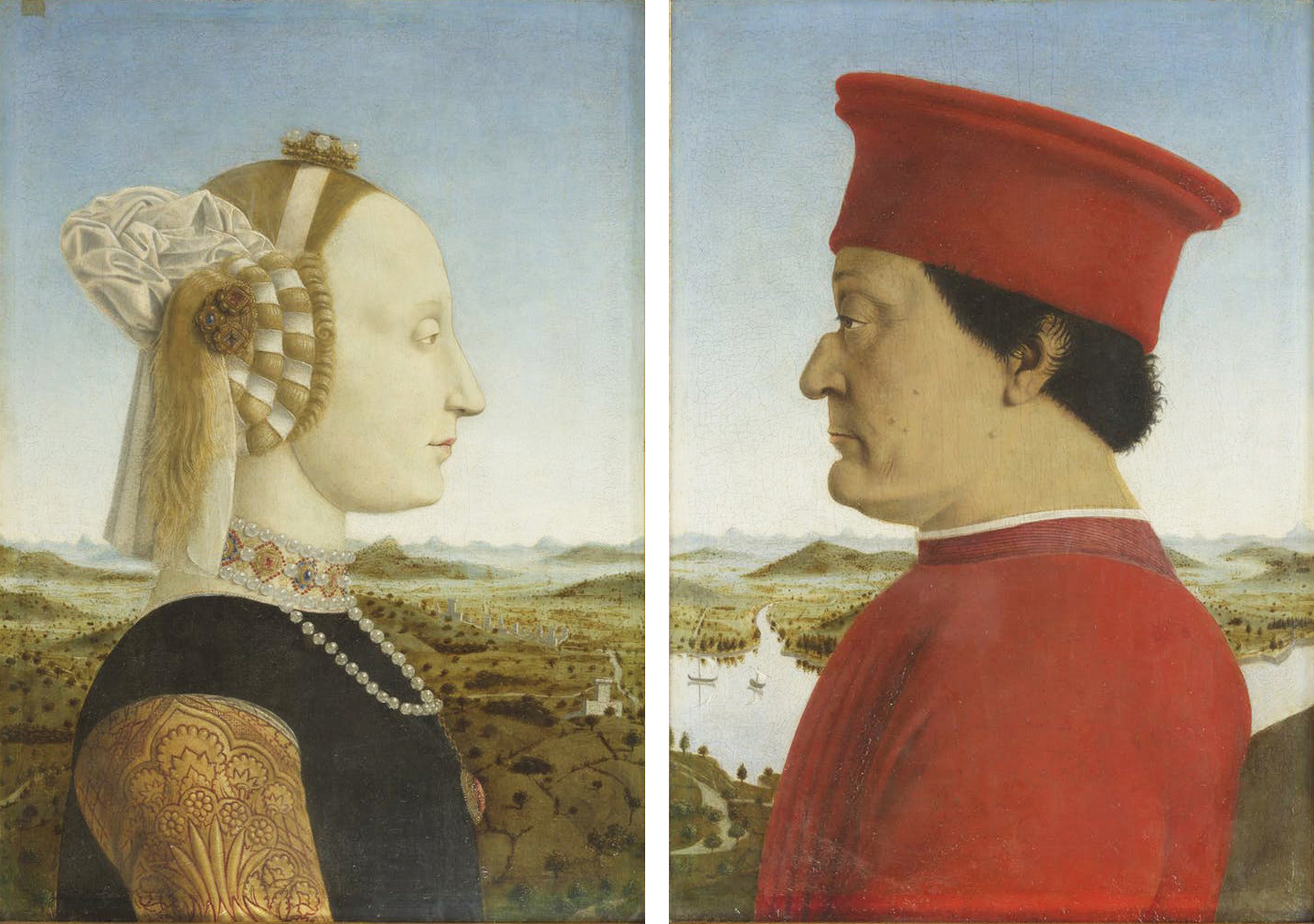
Portretten van Federico da Montefeltro en Battista Sforza, 1472

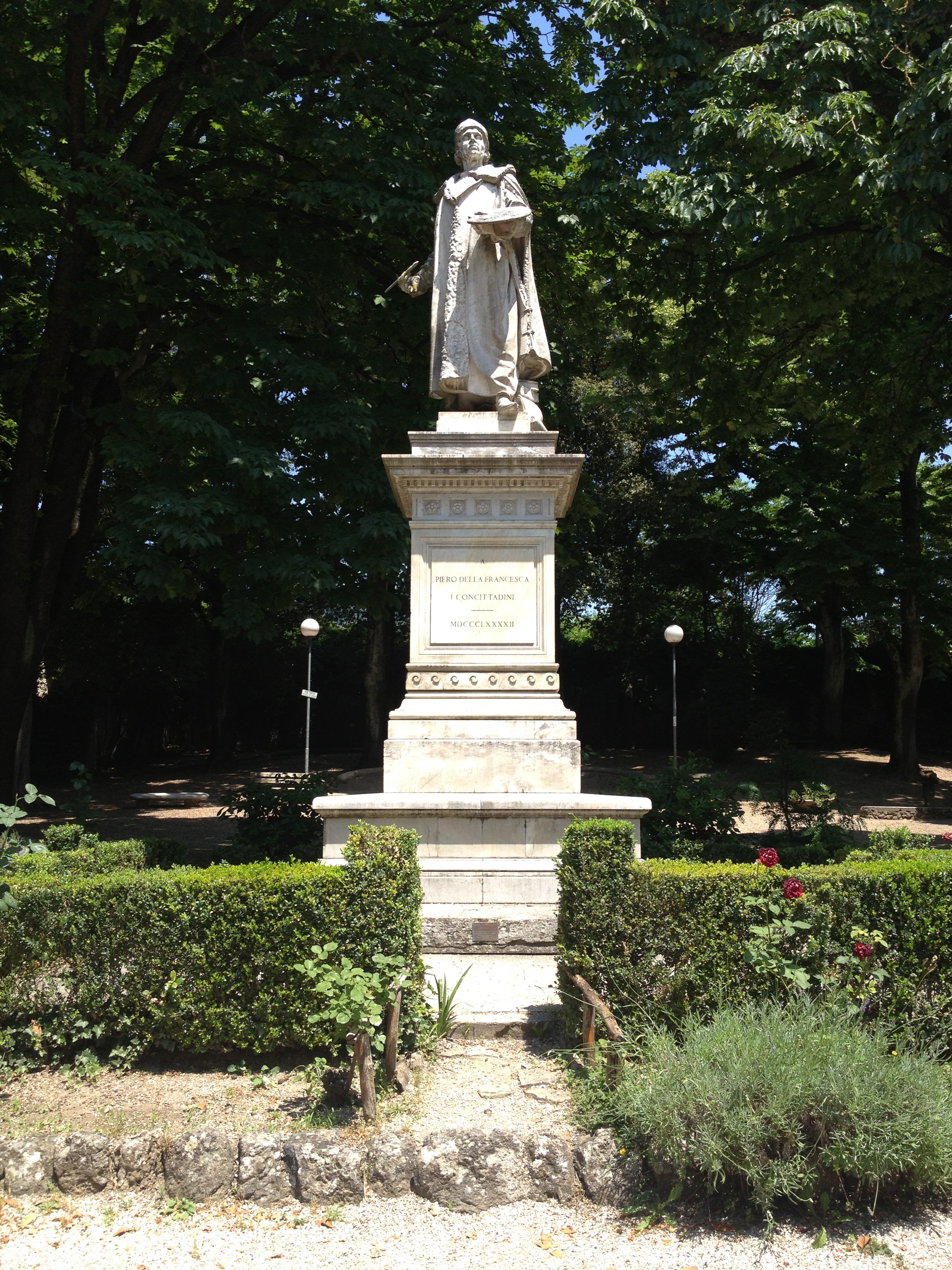
Standbeeld Piero della Francesca in Sansepolcro

Piero della Francesca (Borgo San Sepolcro (nu Sansepolcro), 1412 - aldaar, 12 oktober 1492) was een van de grootste 15e-eeuwse Italiaanse kunstenaars. Hij was opgeleid als wiskundige waardoor zijn latere werk als kunstenaar werd gekenmerkt, in het bijzonder in verband met perspectief en het werken met diepte.  Momenteel wordt hij vooral gewaardeerd als schilder gespecialiseerd in fresco's , maar in zijn tijd stond hij ook bekend als wiskundige, meester van de Euclidische meetkunde , onderwerpen waarop hij zich vanaf het jaar 1470 concentreerde, door zijn serene stijl en gebruik van geometrische vormen, vooral in relatie tot perspectief en licht. Hij schreef een verhandeling De prospectiva pingendi over hoe de regels van wiskundige diepte op ieder voorwerp zouden kunnen worden toegepast, bijvoorbeeld op een kubus of menselijk hoofd. Minder duidelijk in zijn werk is zijn significante bijdrage tot de „humanistische“ vertolking van figuren in specifiek het schilderen van zijn vertolkingen van Christus.
Piero was een zoon van Benedetto de Francesci, een leerlooier en rijke textielhandelaar, en Romana di Pierino da Monterchi, een edelvrouw uit een Umbrische familie. Zijn eerste opleiding als kunstenaar kreeg hij in de studio van Antonio di Anghiari. Verder studeerde hij (onder andere) onder Domenico Veneziano in Florence en werkte in Florence, Rimini, Rome en Arezzo maar zijn hart lag in zijn geboortedorp Sansepolcro waar hij regelmatig maar vooral tijdens zijn werk in Arezzo het grootste deel van zijn leven doorbracht. De meest uitgebreide (bestaande) serie fresco's is te vinden in de kerk van San Francesco in Arezzo. Een van Francesca's bekendere studenten is de architect en schilder Donato Bramante.
Piero della Francesca is samen met Luca Pacioli een van de bekendste inwoners uit de geschiedenis van Sansepolcro.

## Schilderstijl
De werken van Piero della Francesca behoren tot de Vroegrenaissance en hij signeerde zijn werken met Petrus de Borgo.

## Belangrijke werken
- Madonna della Misericordia (1445)
- De Geschiedenis van het Ware Kruis (1452 - 1466 in de San Francesco-kerk in Arezzo)
- De Geseling (ca. 1450)
- Madonna del parto (ca. 1460)
- De Verrijzenis (ca 1463), fresco afm. 225 x 200 cm, Museo Civico, Sansepolcro
- De Portretten van Federico da Montefeltro en Battista Sforza, de hertog en hertogin van Urbino (1472)

- Bibsys: 90178468
- Biblioteca Nacional de Chile: 000384659
- Biblioteca Nacional de España: XX1722031
- Bibliothèque nationale de France: cb12060279h (data)
- Catàleg d'autoritats de noms i títols de Catalunya: 981058514138806706
- CiNii: DA01222573
- Gemeinsame Normdatei: 118524577
- International Standard Name Identifier: 0000 0001 2129 7163
- KulturNav: d054e8d3-70f5-4ca7-a3da-fa30865eb10c
- Library of Congress Control Number: n50072224
- Nationale Bibliotheek van Letland: 000192350
- MusicBrainz: 0d726aa6-4755-4a2f-b298-f117136db4f1
- Bibliotheek van het Japanse parlement: 00439979
- Nationale Bibliotheek van Tsjechië: xx0011775
- Nationale bibliotheek van Australië: 36557157
- Nationale Bibliotheek van Israël: 987007266551805171
- Nationale Bibliotheek van Polen: a0000001220637
- Nationale en Universitaire bibliotheek Zagreb: 000048350
- Nederlandse Thesaurus van Auteursnamen: 071549021
- Réseau des bibliothèques de Suisse occidentale: 02-A000049059
- RKD-Nederlands Instituut voor Kunstgeschiedenis: 63396
- Istituto Centrale per il Catalogo Unico: CFIV096907
- LIBRIS: 196565
- SNAC: w6hx1ffc
- Système universitaire de documentation: 028853210
- Museum of New Zealand Te Papa Tongarewa: 34671
- Trove: 1290872
- Union List of Artist Names: 500006339
- Virtual International Authority File: 41861623